# Światowy wskaźnik szczęścia

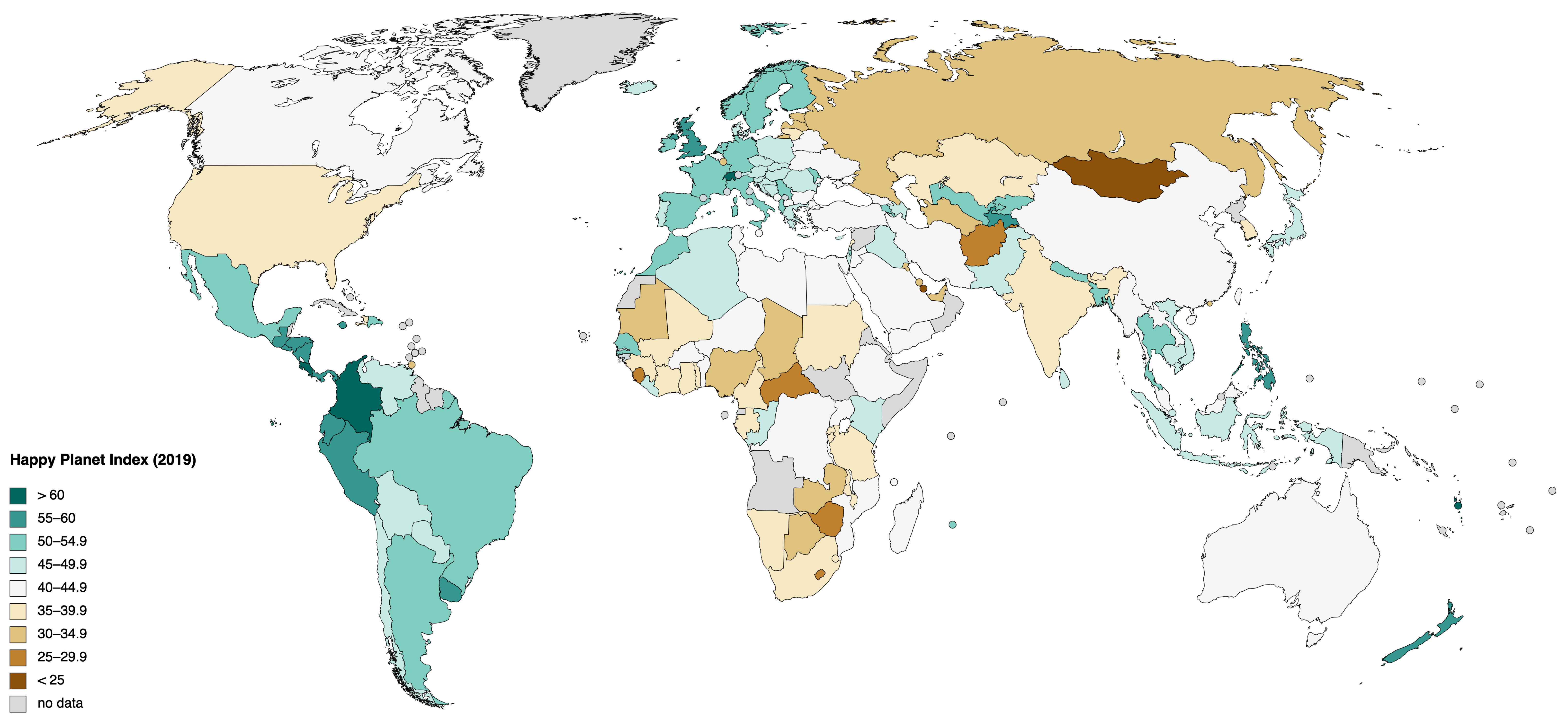
Mapa światowego wskaźnika szczęścia w 2019 roku

Światowy wskaźnik szczęścia, światowy indeks szczęścia, HPI (od ang. Happy Planet Index) – miernik ekonomiczny opracowany w 2006 roku przez New Economics Foundation (NEF) do mierzenia poziomu dobrostanu w poszczególnych krajach. W przeciwieństwie do innych popularnych wskaźników (produktu krajowego brutto, wskaźnika rozwoju społecznego), HPI bierze pod uwagę również wpływ na środowisko (tzw. ślad ekologiczny) oraz zrównoważony rozwój. U podstaw wskaźnika leży założenie, że celem aktywności ekonomicznej jest nie tyle bogacenie się, co zapewnienie sobie zdrowia i szczęścia. Wskaźnik ten jest tak wyliczany, by promować kraje o mniejszym wpływie na środowisko i wykorzystujące w mniejszym stopniu zasoby naturalne. Obliczenia przeprowadza się następująco:
{\displaystyle {\text{światowy wskaźnik szcześcia}}\approx {\frac {{\text{odczuwany dobrostan}}\times {\text{oczekiwana długość życia}}}{\text{ślad ekologiczny}}}}

Dokładne obliczenia są bardziej skomplikowane i obejmują dodanie kilku stałych i czynników, zgodnie z metodologią europejskiego biura statystycznego Eurostat.
Według najnowszego rankingu, przeprowadzonego w 2019 roku wśród 152 państw, najwyższy poziom HPI osiągnęły Kostaryka, Vanuatu i Kolumbia, natomiast na dole skali znalazły się Republika Środkowoafrykańska, Mongolia i Katar. Polska zajęła w rankingu 74 miejsce. 
| Lista państw według światowego wskaźnika szczęścia (rok 2019) | Lista państw według światowego wskaźnika szczęścia (rok 2019) | Lista państw według światowego wskaźnika szczęścia (rok 2019) | Lista państw według światowego wskaźnika szczęścia (rok 2019) | Lista państw według światowego wskaźnika szczęścia (rok 2019) | Lista państw według światowego wskaźnika szczęścia (rok 2019) |
| Pozycja                                                       | Kraj                                                          | HPI                                                           | Odczuwany dobrostan                                           | Oczekiwana długość życia                                      | Wpływ na środowisko                                           |
| ------------------------------------------------------------- | ------------------------------------------------------------- | ------------------------------------------------------------- | ------------------------------------------------------------- | ------------------------------------------------------------- | ------------------------------------------------------------- |
| 1                                                             | Kostaryka                                                     | 62,1                                                          | 7,0                                                           | 80,3                                                          | 2,65                                                          |
| 2                                                             | Vanuatu                                                       | 60,4                                                          | 6,96                                                          | 70,5                                                          | 1,62                                                          |
| 3                                                             | Kolumbia                                                      | 60,2                                                          | 6,35                                                          | 77,3                                                          | 1,9                                                           |
| 4                                                             | Szwajcaria                                                    | 60,1                                                          | 7,69                                                          | 83,8                                                          | 4,14                                                          |
| 5                                                             | Ekwador                                                       | 58,8                                                          | 5,81                                                          | 77,0                                                          | 1,51                                                          |
| 6                                                             | Panama                                                        | 57,9                                                          | 6,09                                                          | 78,5                                                          | 2,1                                                           |
| 7                                                             | Jamajka                                                       | 57,9                                                          | 6,31                                                          | 74,5                                                          | 1,84                                                          |
| 8                                                             | Gwatemala                                                     | 57,9                                                          | 6,26                                                          | 74,3                                                          | 1,77                                                          |
| 9                                                             | Honduras                                                      | 57,7                                                          | 5,93                                                          | 75,3                                                          | 1,58                                                          |
| 10                                                            | Urugwaj                                                       | 57,5                                                          | 6,60                                                          | 77,9                                                          | 2,62                                                          |
| 11                                                            | Nowa Zelandia                                                 | 57,4                                                          | 7,21                                                          | 82,3                                                          | 3,87                                                          |
| 12                                                            | Filipiny                                                      | 57,1                                                          | 6,27                                                          | 71,2                                                          | 1,5                                                           |
| 13                                                            | Salwador                                                      | 56,3                                                          | 6,45                                                          | 73,3                                                          | 2,06                                                          |
| 14                                                            | Wielka Brytania                                               | 56,0                                                          | 7,16                                                          | 81,3                                                          | 3,95                                                          |
| 15                                                            | Peru                                                          | 55,9                                                          | 6,0                                                           | 76,7                                                          | 2,09                                                          |
| 16                                                            | Nikaragua                                                     | 55,2                                                          | 6,11                                                          | 74,5                                                          | 2,04                                                          |
| 17                                                            | Tadżykistan                                                   | 55,2                                                          | 5,46                                                          | 71,1                                                          | 0,96                                                          |
| 18                                                            | Holandia                                                      | 54,9                                                          | 7,43                                                          | 82,3                                                          | 4,59                                                          |
| 19                                                            | Dominikana                                                    | 54,8                                                          | 6,0                                                           | 74,1                                                          | 1,93                                                          |
| 20                                                            | Armenia                                                       | 54,7                                                          | 5,49                                                          | 75,1                                                          | 1,52                                                          |
| 21                                                            | Brazylia                                                      | 54,6                                                          | 6,45                                                          | 75,9                                                          | 2,68                                                          |
| 22                                                            | Bangladesz                                                    | 54,5                                                          | 5,11                                                          | 72,6                                                          | 0,88                                                          |
| 23                                                            | Meksyk                                                        | 54,3                                                          | 6,43                                                          | 75,0                                                          | 2,58                                                          |
| 24                                                            | Uzbekistan                                                    | 54,1                                                          | 6,15                                                          | 71,7                                                          | 1,88                                                          |
| 25                                                            | Kirgistan                                                     | 53,7                                                          | 5,69                                                          | 71,5                                                          | 1,44                                                          |
| 26                                                            | Serbia                                                        | 53,2                                                          | 6,24                                                          | 76,0                                                          | 2,69                                                          |
| 27                                                            | Nepal                                                         | 53,1                                                          | 5,45                                                          | 70,8                                                          | 1,2                                                           |
| 28                                                            | Tajlandia                                                     | 52,9                                                          | 6,02                                                          | 77,2                                                          | 2,66                                                          |
| 29                                                            | Niemcy                                                        | 52,7                                                          | 7,04                                                          | 81,3                                                          | 4,44                                                          |
| 30                                                            | Hiszpania                                                     | 52,3                                                          | 6,46                                                          | 83,6                                                          | 4,14                                                          |
| 31                                                            | Francja                                                       | 51,8                                                          | 6,69                                                          | 82,7                                                          | 4,41                                                          |
| 32                                                            | Mauritius                                                     | 51,5                                                          | 6,24                                                          | 75,0                                                          | 2,85                                                          |
| 33                                                            | Finlandia                                                     | 51,3                                                          | 7,78                                                          | 81,9                                                          | 5,76                                                          |
| 34                                                            | Senegal                                                       | 51,2                                                          | 5,49                                                          | 67,9                                                          | 1,15                                                          |
| 35                                                            | Irlandia                                                      | 51,1                                                          | 7,25                                                          | 82,3                                                          | 5,2                                                           |
| 36                                                            | Albania                                                       | 51,0                                                          | 5,0                                                           | 78,6                                                          | 1,95                                                          |
| 37                                                            | Mołdawia                                                      | 51,0                                                          | 5,80                                                          | 71,9                                                          | 2,04                                                          |
| 38                                                            | Norwegia                                                      | 50,9                                                          | 7,44                                                          | 82,4                                                          | 5,51                                                          |
| 39                                                            | Maroko                                                        | 50,9                                                          | 5,06                                                          | 76,7                                                          | 1,82                                                          |
| 40                                                            | Włochy                                                        | 50,7                                                          | 6,45                                                          | 83,5                                                          | 4,45                                                          |
| 41                                                            | Szwecja                                                       | 50,5                                                          | 7,40                                                          | 82,8                                                          | 5,61                                                          |
| 42                                                            | Palestyna                                                     | 50,3                                                          | 4,48                                                          | 74,0                                                          | 0,94                                                          |
| 43                                                            | Argentyna                                                     | 50,0                                                          | 6,09                                                          | 76,7                                                          | 3,19                                                          |
| 44                                                            | Indonezja                                                     | 49,6                                                          | 5,35                                                          | 71,7                                                          | 1,74                                                          |
| 45                                                            | Cypr                                                          | 49,4                                                          | 6,14                                                          | 81,0                                                          | 3,97                                                          |
| 46                                                            | Wenezuela                                                     | 48,9                                                          | 5,08                                                          | 72,1                                                          | 1,59                                                          |
| 47                                                            | Grecja                                                        | 48,8                                                          | 5,95                                                          | 82,2                                                          | 4,04                                                          |
| 48                                                            | Wietnam                                                       | 48,4                                                          | 5,47                                                          | 75,4                                                          | 2,56                                                          |
| 49                                                            | Izrael                                                        | 48,2                                                          | 7,33                                                          | 83,0                                                          | 6,11                                                          |
| 50                                                            | Azerbejdżan                                                   | 48,0                                                          | 5,17                                                          | 73,0                                                          | 1,97                                                          |